# Pogonomelomys
Pogonomelomys — рід гризунів родини Muridae, ендемік Нової Гвінеї та прилеглих островів. Він містить такі види:
- Pogonomelomys brassi
- Pogonomelomys bruijni
- Pogonomelomys mayeri

## Морфологічні характеристики
Ці тварини досягають довжини тіла від 13 до 19 сантиметрів, а хвіст має розміри від 14 до 21 сантиметра. Маса, наскільки відомо, становить від 75 до 110 грамів. Шерсть у них бурувата зверху і біла знизу, руки і ноги жовтувато-білі. Голова коротка і широка, хвіст можна використовувати як чіпкий хвіст.

## Середовище та спосіб життя
Живуть ці гризуни в Новій Гвінеї, місцем їхнього проживання є тропічні ліси, вони зустрічаються від рівня моря до 1500 метрів над рівнем моря. Вони ведуть одиночний спосіб життя і переважно сидять на деревах. Щоб відпочити, вони ховаються в гнізда, які будують у дуплах дерев або на землі.